# Masahiko Kōmura
Masahiko Kōmura (高村 正彦, Kōmura Masahiko), né le 15 mars 1942 dans la ville de Tokuyama (aujourd'hui Shūnan) dans la préfecture de Yamaguchi, est un homme politique japonais, membre du Parti libéral démocrate. Il est élu député à la Chambre des représentants pour le 1er district de la préfecture de Yamaguchi, à savoir la ville de Shūnan et ses environs, depuis 1980 (il fut élu à l'origine, et jusqu'en 1993, pour le 2e district électoral de cette préfecture). Il est ministre des Affaires étrangères du Japon de 1998 à 1999 et du 26 septembre 2007 au 24 septembre 2008.

## Formation et carrière professionnelle
Diplômé de la faculté de droit de l'université Chūō de Tōkyō, il passe l'examen national du barreau en 1965 et est inscrit à l'ordre des avocats à partir de 1968. 

## Une longue carrière politique
Il entre assez tôt en politique, puisqu'il est élu à la Chambre des représentants dès juin 1980. Il occupe rapidement des postes mineurs au sein du gouvernement japonais, sans être membre du Cabinet. Il est ainsi tout d'abord Secrétaire parlementaire (政務官, Seimukan) avec rang de vice-ministre auprès du directeur de l'Agence japonaise de la Défense de l'époque, Tsutomu Kawara puis Tazawa Kichirō, dans le 74e Cabinet du Japon dirigé par Noboru Takeshita du 6 novembre 1987 au 3 juin 1989. Il est ensuite, dans le gouvernement suivant de Sōsuke Uno, secrétaire parlementaire aux Finances du 3 juin au 10 août 1989.   

### Les premiers postes au sein du Cabinet
Il entre pour la première fois au sein du Cabinet du Japon le 30 juin 1994. Il est alors ministre d'État et directeur général de l'Agence de planification économique du 81e cabinet du Japon sous le Premier ministre socialiste Tomiichi Murayama, jusqu'au 8 août 1995. 
Le 7 novembre 1998, lors de la formation du 2e cabinet de Ryūtarō Hashimoto, le premier depuis 1993 à être entièrement composé de membres du PLD, il est à nouveau secrétaire parlementaire. Il seconde alors le ministre des Affaires étrangères Yukuhiko Ikeda puis son remplaçant Keizō Obuchi. Lorsque ce dernier devient Premier ministre, il choisit Masahiko Kōmura comme ministre des Affaires étrangères. Il dirige donc la diplomatie japonaise du 30 juillet 1998 au 5 octobre 1999. Dans un contexte de crise économique, il condamne alors notamment la « dépendance excessive de celle-ci (l'Asie) envers le dollar américain ». Il soutient pourtant le maintien de la politique d'aide au développement du Japon vis-à-vis notamment de l'Afrique ou du Proche-Orient.      
Il devient ensuite ministre de la Justice du 6 janvier au 26 avril 2001 dans le 2e cabinet de Yoshirō Mori.

### L'opposition àJun'ichirō Koizumi
Au sein du PLD, il appartient à une petite faction, le Banchō Seisaku Kenkyūjo (番町政策研究所) ou Institut de recherche pour une nouvelle politique, dont il prend la tête en 2000, ce pourquoi elle est généralement désignée sous le nom de faction Komura. Celle-ci, comme de nombreuses autres mouvances qui autrefois se partageaient les postes d'importance au sein du PLD et du gouvernement japonais, s'est opposée à Jun'ichirō Koizumi et a donc été écartée de ses différents cabinets. Il se porte d'ailleurs candidat contre lui lors de l'élection du président du PLD du 20 septembre 2003. 
Il est, au cours de cette campagne, très critique vis-à-vis de la politique libérale de Koizumi, s'opposant aux projets de privatisation des autoroutes et de la poste, attaquant sa politique d'austérité dans le domaine fiscal et en appelant à plus de dépenses publiques tout en reconnaissant la nécessité d'un meilleur contrôle de celles-ci, mais aussi concernant sa politique étrangère, appelant notamment à un rapprochement avec la république populaire de Chine et la Corée du Sud ou en étant assez sceptique quant à l'envoi des forces japonaises d'autodéfense en Irak (étant alors lui-même président de la Commission spéciale à l'Aide humanitaire pour la Reconstruction de l'Irak à la Chambre des Représentants depuis juin 2003). Il défend toutefois l'idée du renforcement du poids du Japon sur la scène internationale, notamment par l'obtention d'un siège permanent au sein du Conseil de sécurité des Nations unies, ainsi que l'idée d'une baisse du montant de l'aide officielle au développement accordée par le Japon à la Chine. 
Lors du scrutin interne au parti du 20 septembre 2003, il arrive en quatrième et dernière position tandis que Koizumi est réélu à la tête du parti et donc reconduit comme Premier ministre. Il obtient alors 54 voix sur 657, dont 47 parlementaires et 7 militants, contre 399 à Jun'ichirō Koizumi, 139 à Shizuka Kamei (principal opposant à Koizumi et fondateur depuis 2005 d'un parti dissident, le Nouveau parti du peuple) et 65 à Takao Fuji (membre de la puissante faction Hashimoto, celle-ci s'est néanmoins alors divisée entre Koizumi et lui).
Le 5 février 2004, Masahiko Kōmura est élu à la présidence de l'Union des parlementaires pour l'amitié Japon-Chine, qu'il conserve encore à ce jour.

### Le retour au gouvernement
Si le successeur de Koizumi, Shinzō Abe, tente de continuer à gouverner de manière plus ou moins indépendante vis-à-vis du jeu interne des factions au sein du PLD, l'échec du parti aux élections sénatoriales de 2007 le pousse à élargir ses soutiens. C'est alors que lors du remaniement ministériel du 27 août 2007, il devient ministre de la Défense jusqu'au 26 septembre 2007. Au sein du 91e cabinet du Japon, formé le 25 septembre 2007 par Yasuo Fukuda, il retrouve le poste de ministre des Affaires étrangères. Pilier de la politique de réchauffement avec les puissances voisines - notamment avec la république populaire de Chine mais également avec la Corée du Sud et la Russie (les relations avec ces pays avaient été mises à mal par les positions populistes et nationalistes des deux précédents premiers ministres, Jun'ichirō Koizumi et surtout Shinzō Abe) - engagée depuis la fin 2007 par Yasuo Fukuda, et étant donné que cette nouvelle diplomatie est considérée par ce dernier comme l'axe majeur de son gouvernement et l'une de ses plus grandes réussites, Masahiko Kōmura fait donc sans surprise partie des rares ministres (4 sur 17) maintenus au gouvernement après le remaniement ministériel du 1er août 2008. Bien que lui et sa faction l'aient soutenu lors de l'élection du nouveau président du PLD du 22 septembre suivant, Tarō Asō ne le reconduit pas dans son gouvernement formé le 24 septembre.

### Dans l'opposition
Aux élections législatives du 30 août 2009, marquées nationalement par une large défaite du PLD qui perd le pouvoir au profit du PDJ, Masahiko Kōmura est pour sa part largement réélu dans sa circonscription du 1er district de Yamaguchi, avec 142 103 voix et 56,99 % des suffrages exprimés. Lors de l'élection du président du parti du 28 septembre, il soutient avec le Banchō Seisaku Kenkyūjo Sadakazu Tanigaki, qui est élu. Un membre de sa faction, Tadamori Ōshima, est d'ailleurs choisi par Tanigaki pour devenir secrétaire général. 
Le 6 avril 2010 est formé un cabinet fantôme baptisé Commission de renforcement de l'administration (政権力委員会, Seiken ryoku iinkai) ou tout simplement Next Japan (ネクスト・ジャパン, Nekusuto Japan). Masahiko Kōmura y est chargé des Affaires étrangères, jusqu'au 22 septembre 2010.
Pour l'élection à la présidence du PLD du 26 septembre 2012, il apporte son soutien à Shinzō Abe (tous deux élus dans la même préfecture, ils sont généralement proches, partageant les mêmes critiques du jeu des factions et la même volonté de réformer le processus de décision au sein du parti, malgré des visions divergentes en politique étrangère), qui l'emporte. Ce dernier le nomme deux jours plus tard dans son équipe de direction au poste de vice-président, officiellement la deuxième position dans la hiérarchie du parti mais en réalité une charge essentiellement symbolique. Ce choix est commenté par les médias comme une tentative de tempérer l'image « nationaliste » et de « faucon » du nouveau président et de son secrétaire général Shigeru Ishiba.

## Santé
Le 12 octobre 2007, lors d'un dîner avec son homologue slovaque Ján Kubiš, il tombe brutalement malade. Hospitalisé, les premiers diagnostiques avancent qu'il souffre d'anémie.